# Тонково (Кольчугино)
Тонково — микрорайон города Кольчугино Владимирской области, ранее упразднённая деревня, вошедшая в городскую черту.

## География
Посёлок Тонково находится на реке Беленькая, запруженная под названием Тонковского водохранилища.

## История
В 1772 году проводилось генеральное межевание Юрьевского уезда. Согласно выкопировки с плана генерального межевания села Васильевского и деревни Танковой (в последующем Тонково) их владельцем Генерал-аншеф граф Иван Симонович Гендриков.
Во время НЭПа местный фабрикант Василий Степанович Мальков открыл шпульно-катушечное производство в родной деревне. К 1932 году фабрику перевели в Юрьев-Польский.

## Инфраструктура
Дачи.

## Транспорт
Остановка общественного транспорта «Тонково». Автобусный маршрут № 2 «Тонково — Улица Максимова» (на сентябрь 2021).